# Новеле (Мантова)
Новеле је насеље у Италији у округу Мантова, региону Ломбардија.
Према процени из 2011. у насељу је живело 36 становника. Насеље се налази на надморској висини од 96 м.